# Parade (technique de combat)
Pour les articles homonymes, voir Parade.
 (février 2024).
La parade est une technique de combat défensive.

## Caractéristiques
Nature des intentions défensives selon les disciplines sportives :
- En combat de percussion (boxe, escrime, karaté, etc.) la parade est une action destinée à se garantir d’une attaque adverse (coup)  en stoppant l’arme adverse (blocage) ou en la déviant.
- En combat de préhension (lutte, judo, etc.) la parade est également une action destinée à se garantir d’une saisie ou action technique ; cela, en contrôlant l’adversaire, en l’esquivant voire en anticipant l’intention adverse (neutralisation). Elle peut être de différente natures : arrêt (blocage) ou dérobement sur une tentative de projection, verrouillage d’une clé ou d’un étranglement, etc.

### En boxe et boxe pieds-poings
Dans les sports de combat de percussion, le mot « parade » est synonyme de blocage « actif » (télescopage de l’arme ou absorption du choc) ou « passif » (couverture) mais aussi de déviation (détournement) de l’attaque. Elle est effectuée avec le membre supérieur (gant, avant-bras ou bras) ou le membre inférieur (pied, tibia ou genou).
La parade en boxe porte très souvent le nom de son mode opératoire. Selon la terminologie des manuels de boxe du XIXe siècle et du début du XXe siècle, on peut parer « en opposition », « en chassant », « en bloquant », « à l’extérieur », etc. Plus précisément on entend dans les salles de boxe : » « parade opposition », « parade protection », « parade extérieure », etc. Mais une confusion de termes entre « parade », « blocage » et « déviation » a été omise dans le milieu de la boxe du XXe siècle pour désigner les différentes formes de défense. On trouve ainsi des contre sens : « parade bloquée » et « parade chassée » et. Il faut reconnaître que pour les non-spécialistes, il est difficile d’y voir clair dans toutes ces acceptions. Alors, pour plus de clarté, on reprendra la formule du XIXe siècle qui précise la forme de parade usitée le mode opératoire. Ex. : « parade chassée » (parade déviation), « parade bloquée », « parade protection », etc.
Depuis la fin du XXe siècle, en boxe pieds-poings sous l’influence probable des arts martiaux on utilise le terme de « blocage » pour ce qui concerne l’arrêt de l’arme adverse et « déviation1 » pour ce qui concerne du détournement de l’arme adverse ; anciennement appelé « chassé» (ou chasser le coup). Ce distinguo précise avec clarté ce dont on parle et évite toute confusion.

## Galerie

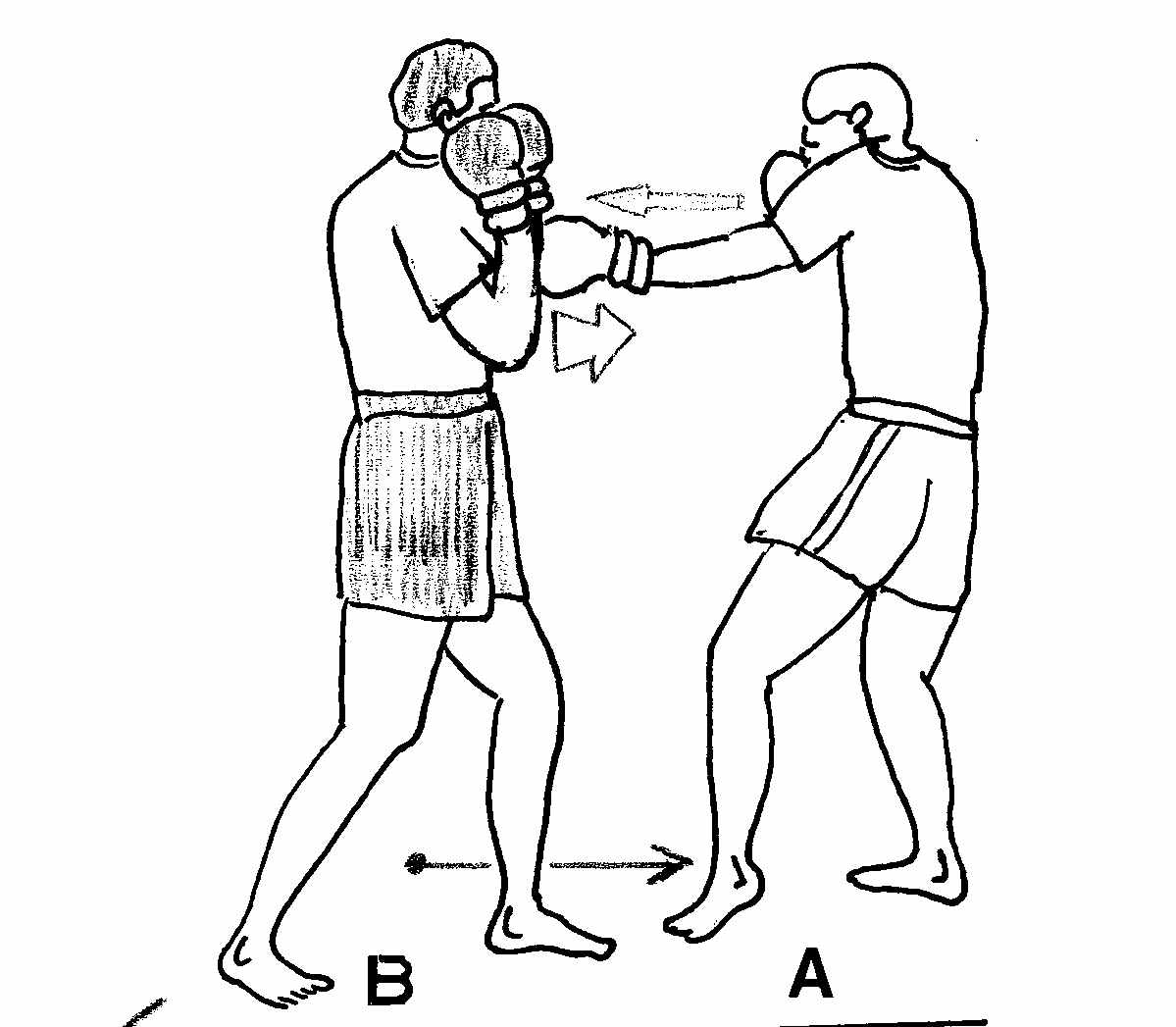
Blocage « actif » avec les avant-bras sur une attaque en jab au corps.
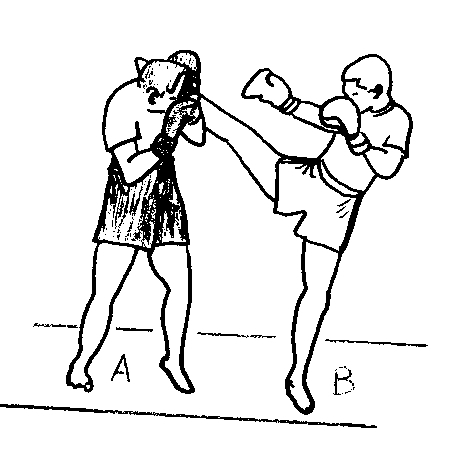
Blocage « passif » (couverture) avec le gant sur une attaque en coup de pied circulaire
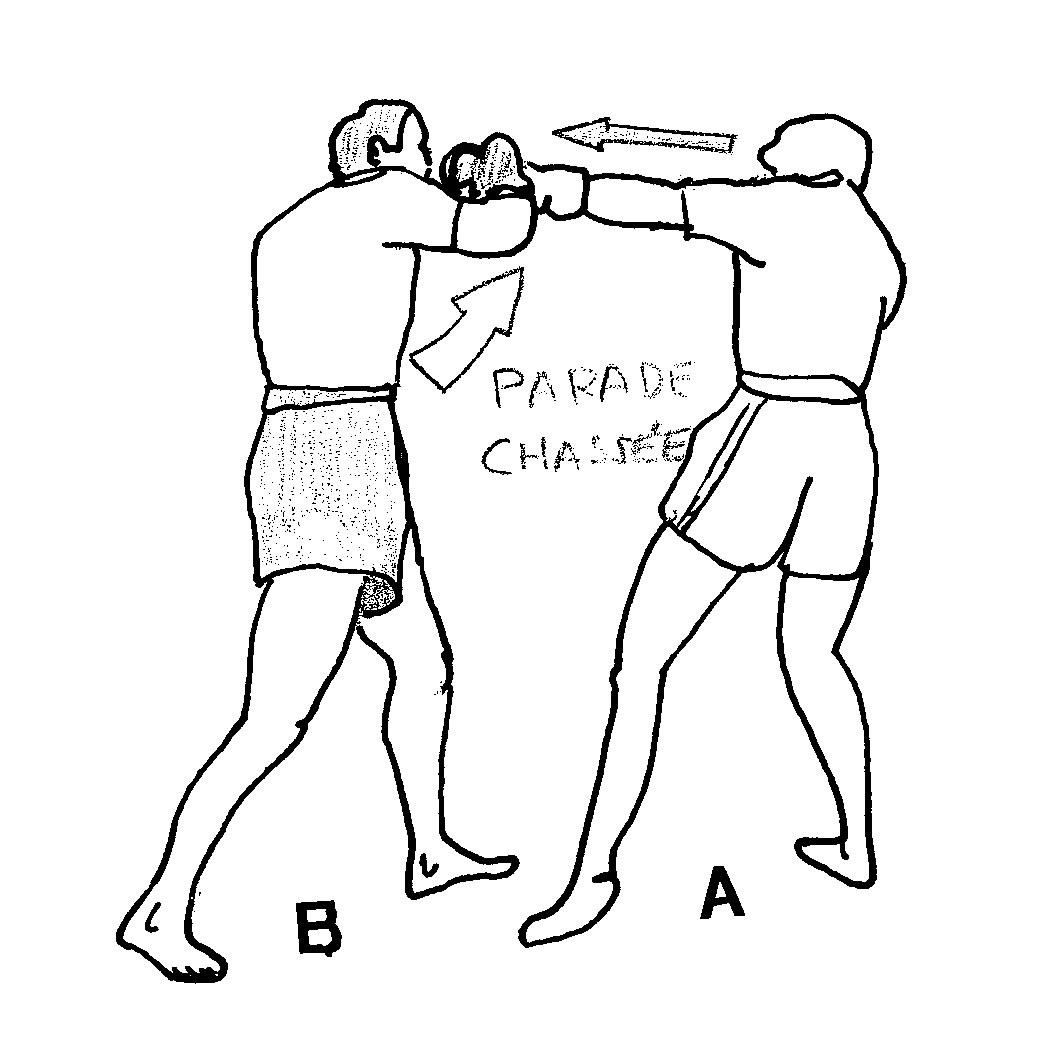
Déviation du jab adverse avec la paume du gant.

(1) Ce terme a été proposé en 1973 par Alain Delmas pour remplacer les termes de « chassé » et de « parade » qui ont d’autres sens dans le langage pugilistique.
D’après Le Petit Larousse de 2005 : 
- Parer : « v.t. Se protéger d’une attaque, d’un coup en détournant de soi. Se prémunir contre, pourvoir à ; se préserver de. Parer au danger, à toute éventualité ».
- Parade : « n.f. (de parer) 1. Action de parer un coup, une attaque (en escrime, en boxe, etc.). 2. Défense, riposte ».

De ces définitions on relève les intentions défensives suivantes : « se protéger », « détourner de soi » et « riposter ».